# Хомицкий, Влодзимеж
Влодзимеж Михал Хомицкий (пол. Włodzimierz Michał Chomicki; 19 апреля 1878, Львов — 12 июля 1953, Хоцянув) — автор первого забитого гола в истории польского и украинского футбола. Сын львовского офицера Михала Янурего и Марии. Хомицкий получил образование в одной из начальных школ Львова, а в 1893 году поступил во львовскую учительскую семинарию.
14 июля 1894 году во Львове состоялся первый официальный матч в истории польского и украинского футбола, между местной командой «Сокол» и сборной Кракова, игра закончилась со счётом (1:0, в пользу хозяев). Специально для этого матча весной 1894 года в Стрыйском парке построили стадион с полем 100 на 120 метров, рассчитанного на 7 тысяч человек. Тогда же до стадиона пустили электрический трамвай. Первый гол в поединке был забит уже на 6-й минуте матча — 16-летним Влодзимежом Хомицким — тогда студентом-второкурсником львовского учительского семинария.
Хомицкий после преподавал физкультуру в девятой львовской гимназии. Сразу после Второй мировой войны перебрался в Польшу, жил в Хоцянуве. Умер 12 июля 1953 года. На его могиле установлен бронзовый обелиск с надписью: «14 июля 1894 во Львове на стадионе „Сокола“ состоялся первый официальный матч по футболу между командами Кракова и Львова. Первый гол в этом поединке, а одновременно в истории польского футбола, забил Влодзимеж Хомицкий».
3 июля 1999 года решением Исполкома Федерации футбола Украины принято решение: днём рождения украинского футбола считать 14 июля 1894 года.